# 원정기 문화

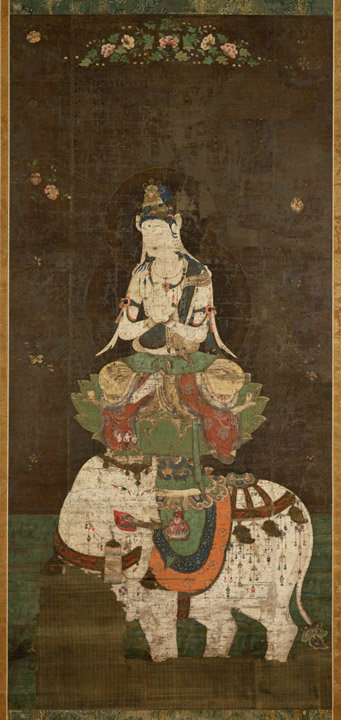
일본의 국보인 《보현보살상》

원정기 문화(일본어: 院政期文化 인세이키분카[*]), 또는 헤이안 말기 문화(일본어: 平安末期文化 헤이안맛키분카[*])는 헤이안 시대 말기인 11세기 후반에서 가마쿠라 막부 성립에 이르는 12세기 말까지의 일본 문화다. 원정기는 일본 사회사상 귀족세력의 쇠퇴와 무사세력의 신장이라는 과도기이며, 문화 측면에서도 이런 시대의 기풍이 반영된 새로운 움직임이 있었다.
원정기는 치천의 군에 따라 불교보호정책 등을 통해 사찰의 세속화가 진전된 시기였다. 반면 그런 동시에 사찰의 세속화에 편입되지 않고 특정 사원에 속하지 않는 성(聖) 또는 스님(上人)들에 의한 민간포교가 나타나 특히 정토종이 교토 같은 도시는 물론 지방까지 넓혀가던 시기다.
교토와 비와호 호반의 요지 사카모토를 잇는 시라카와강 유역에는 육승사가 늘어서고, 기타노 신사 주변과 또 많은 이궁이 세워진 토바 주변 교토 남부도 우지가와나 요도가와와 결합해 새로운 도시적인 공간이 되어갔다. 당시의 교토는 이렇게 전체적으로 신도시의 양상을 보였으며, 왕권의 강화에 따른 각종 미술품의 창작이 진행되었다. 고대국가의 부활을 희망하는 점에서 그 예술에는 복고적인 경향이 엿보였다. 이궁과 어소의 보고에는 국내외의 보물들이 수집되었고 왕권은 다양한 형태로 표현되었다. 지방 문물은 전례없이 도시에 유입되었다.
중앙 문화는 널리 지방으로 전파되었다. 오슈 히라이즈미의 중존사 금색당, 무츠의 시라미즈 아미타당, 호키의 삼불사, 분고의 부귀사 등 사원건축의 유구에서 그 경향이 현저하게 엿보인다. 또 아키의 이츠쿠시마 신사도 당시 지방의 문화수준의 높이를 말해준다.
몰락해가는 귀족층의 관심이 서민이나 신흥계급인 무사를 향한 것도 원정기였다. 그것은 군기 모노가타리 작성 및 설화집 편찬, 새로운 회화 장르인 회권물에도 잘 나타나 있다. 또한 후시라카와 법황의 『량진비초』 편찬이나, 귀천에 상관없이 대유행한 덴가쿠(전악, 밭노래)처럼 귀족과 서민 간의 문화교류도 광범위하게 나타났다. 또 『에이가모노가타리』 같은 회고적 경향을 가진 역사 모노가타리도 만들어졌다. 단가에서도 새로운 경향이 보인다.
일본어라는 언어 자체에 있어서도 헤이안 중기와는 차이가 있다. 야마다 요시오는 헤이안 말기의 원정기는 가마쿠라 시대와 차이가 없다며 “원정가마쿠라시대”라는 언어상의 시대구분을 마련했고, 그것은 현재 널리 받아들여지고 있다. 현재 일본의 국어교육의 「고문」(古文)에서 가르치는 고전문법의 활용체계나 카카리무스비, 47문자의 가나 구별은 헤이안 중기의 것을 기준으로 하고 있는데, 원정기는 이것들이 무너지기 시작한 시기로 파악된다. お와 を 사이에 음운적 구별이 없어진 것도 11세기 말로 생각되고 있다.
요약하면 원정기 문화는 귀족의 문화적 관심이 도시의 현실생활에서 지방, 서민, 과거(역사)로 향하는 경향이 현저하며, 또한 무사문화와 서민문화의 맹아가 보인다는 점이 큰 특색이다.